# Landsat 6
A Landsat 6 amerikai földfigyelő műhold.

## Küldetés
Célja, hogy a mezőgazdaság terméshozamát segítve jelezze az ásványi helyeket, az időjárási (vihar, hó, árvíz, tűz), a növényi betegségi, a vízben- tápanyagban szegény területeket.

## Jellemzői
Tervezője a NASA, kivitelezője a General Electric (GE). Az üzemeltetést, adattovábbítást 1983. január 31-től átvette a NOAA (National Oceanic and Atmospheric Administration).
1993. október 5-én a Vandenberg légitámaszpontból, az LC–4W (LC–Launch Complex) jelű indítóállványról egy Titan 2G hordozórakétával kísérelték meg alacsony Föld körüli pályára állítani (LEO = Low-Earth Orbit). A hordozórakéta technikai hibája miatt nem tudott pályára állni.